# Piri Rupes
La Piri Rupes è una struttura geologica della superficie di Plutone.